# スギちゃん
スギちゃん（1973年〈昭和48年〉8月24日 - ）は、日本のお笑いタレント、俳優。サンミュージックプロダクション所属。
愛知県尾西市（現：一宮市）出身。身長163 cm、体重83 kg。本名及び旧芸名は杉山 英司（すぎやま えいじ）。以前は名古屋吉本に所属しコンビ「メカドッグ」を組んでいたが、解散後はピン芸人となった。

## 来歴

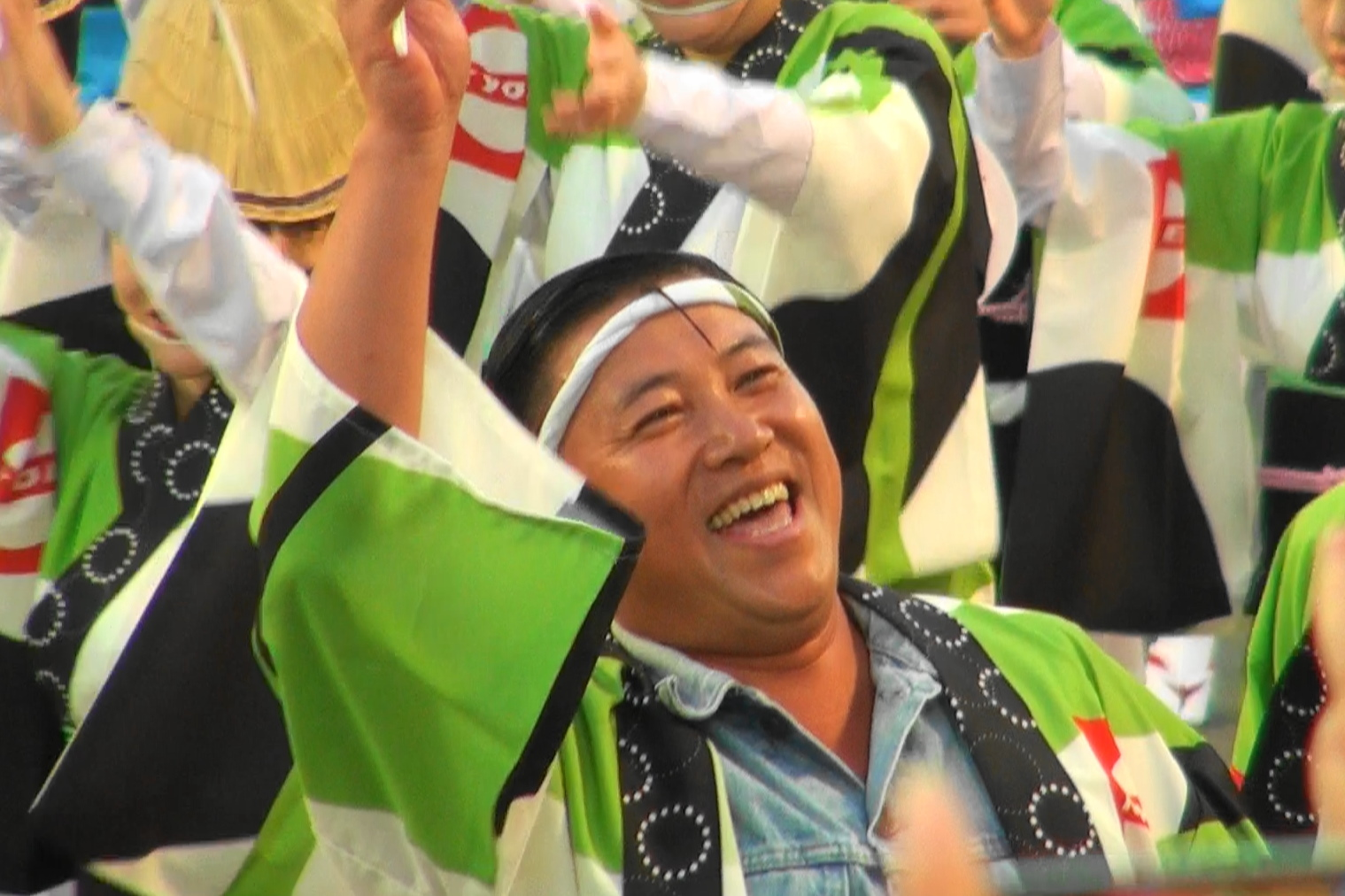
阿波おどり参加中のスギちゃん。徳島市役所前にて（2016年8月13日撮影）

- 尾西市立朝日西小学校[5][6]、尾西市立第二中学校[7]、愛知県立尾西高等学校（現在の愛知県立稲沢緑風館高等学校）[8][9]卒業。

### 幼少期～学生時代
- 学校の健康診断で異常が見つかり、生まれつき心臓に穴が開いていることが分かる。「手術しないと20歳までは生きられない」と言われ、小学3年生の時に手術を受けるが、3週間ぐらいで退院の予定が半年間入院した[3][10]。この入院生活中の楽しみは、父親が持って来てくれる、漫才のテレビ番組を録音したカセットテープを聴くことだった。何度も聴いているうちにお笑いにハマって、自分もお笑い芸人になりたい思いが芽生え始めたという[10]。
- これ以前にも、正月になんばグランド花月に家族で行って、客席の子供が舞台に上がってトランポリンに乗れるというコーナーに自ら参加したところ、トランポリンに脚がはまって観客の笑いをもらったことで、それが気持ちよかったという思いもあったという[10]。
- 小学校の卒業文集に「ぼくのなりたい職業」という題の作文を書き、その中で「吉本にはいって漫才師になる」と記していた[3][11]。
- 高校在学中は野球部に所属していた[9][12]。
- 現在の芸風とは裏腹に虚弱体質である[3]。

### コンビ活動期
- 高校卒業後は2年間働いた[3]。2年経ったら名古屋にNSC名古屋校が出来て、2期生として入学[3]。よしもとクリエイティブ・エージェンシー東海支社（名古屋吉本）に所属してコンビ『フランクフルト』を組んだ。解散後、同年に解散した同じ名古屋吉本の所属だった元『はらはら時計』の沢原宣之（現・合同会社SR企画代表[13]）と『霊血サンデー』を1998年に結成。
- 沢原とのコンビを結成してデビューするが全く売れず、これじゃあダメだと上京[3]し、浅井企画に移籍。コンビ名は『機械犬』、片仮名表記の『メカドッグ』へと変遷していった。犬に3回ほど噛まれたことがあり、これがコンビ名の由来の1つとなった。
- メカドッグ時代に『雷波少年』（日本テレビ）の『雷波少年系ゴミ生活（の旅）』、電波少年的放送局、『爆笑オンエアバトル』（NHK総合、OA率は5/9）、『お笑い登龍門』（フジテレビ、第29回）、『大笑点』（日本テレビ）の「サバイバル大喜利 笑点への道」などに出演。

### ピン芸人へ
- 2008年1月で浅井企画を退社（本人曰く、実質「クビになった」[14]）、同年4月にメカドッグを解散後ピン芸人に転向した[3]。
- ピン芸人となって暫くの間はフリーで活動していたが、テレビ東京の番組『イツザイ』で「おっぱい先生」のキャラが話題になって（後述）、おっぱい先生のCDをリリースすることになったことから、2008年12月からイツザイを制作していたケイマックスの系列事務所のデンナーシステムズに所属[14]、その後2011年4月にサンミュージックプロダクションへ移籍[15]。なお、2009年4月から2011年4月までの間は『A-Studio』（TBSテレビ）の前説経験がある[16]。
- 2008年9月からは競馬雑誌『馬券ブレイク!』サイト内で自分の給料全額を馬券に費やし、1年間その配当金のみで生活を営むという企画を行っていた。それまで馬券を買ったことは一度もなかったという[17]。
- 2009年6月6日には、有明コロシアムでの無料単独ライブを行った。この有明コロシアムの賃貸料や技術スタッフのギャラはスギちゃんが『馬券生活』の企画の中、2008年12月28日の第53回有馬記念で馬単の予想が的中して獲得した配当金（334.9倍の馬単を1万円購入しており、配当金は334万9千円だった）から捻出したものであり、自身もノーギャラで出演した[18]。本人によると、集まった客は約700人であり[19]『ケイバdeブレイク』（BSフジ）で共演していた嶋大輔も当日会場を訪れていた。

### スギちゃんに改名後にブレイク
- 本名から「スギちゃん」への改名はNSCで2期後輩でもあるゲッターズ飯田のアドバイスによるものだが、改名の相談を受けて直ちに改められた訳ではなく、最も良い日である2011年11月21日のタイミングまで待ってから改名に打って出た。それから間も無くしてR-1ぐらんぷりで準優勝、知名度が急上昇した[20]。
- 2012年、R-1ぐらんぷりにて初の決勝進出。準優勝を果たしてブレイクする足掛かりを掴むも一気に多忙となったことにより体調を崩し、同年6月14日に行われた『東京おもちゃショー』のイベントを欠席した。数時間病院で点滴を受けて、復帰している[21][22]。後述の注釈・エピソードでも記載されているように、同年6月13日放送の『教科書にのせたい!』（TBSテレビ）で健康状態（隠れ疲労の度合い）を調査した際には基準値の10倍を超える結果が出ており、かなり疲労が蓄積されていたことが明らかになっていた。
- 2012年9月1日の番組収録中に怪我を負い、一時入院。その後同年9月26日に復帰。詳しくは後述「番組収録中の骨折について」を参照。
- 2012年12月3日、「新語・流行語大賞」の年間大賞に持ちネタである『ワイルドだろぉ?』が選ばれた[23]。
- 2015年7月17日に13歳年下の一般人女性（北海道出身[24]）と結婚[25]。2017年10月22日に第1子となる男児が誕生[26]。息子の成長の様子を頻繁にブログ・Twitterで紹介している。
- 2020年6月8日、第2子となる男児の誕生をブログで報告[27][28]。

## 人物
- 趣味：プロレス観戦、野球、御朱印集め。
- 特技：両親の影響でマジック。
- 免許・資格：小型2級船舶、キャンプインストラクター、温泉ソムリエ（2007年6月26日取得）の資格を持っている[29]。
- 家族：両親は織機工場経営で、その傍らでアマチュアの夫婦マジシャン「まじかるタケシ[30] とチャイナ百合子」[31] の芸名で活動していた。地元子供会ではマジックを披露して人気者だった。3歳上の兄がいる。

## エピソード

### 対人関係などについて
- 『サンデージャポン』（TBSテレビ）などの再現VTRで田中裕二（爆笑問題）を演じていたという縁から、2012年から毎週月曜日に『笑っていいとも!』（フジテレビ）へ1年間レギュラー出演。当時月曜レギュラーだった田中と共演し、生放送中に田中に発言を補って貰ったり笑いを生み易い様に激しくツッコんで貰ったりなど、田中の優しさが垣間見える場面が何度も見受けられる[32]。
- 先述の通り『スギちゃん』への改名を助言したゲッターズ飯田はブレイクのきっかけを作ってくれた恩人とも言える存在だが、先述の通り名古屋吉本時代から付き合いがある2年後輩でもある。後輩のゲッターズ飯田からすれば芸名であっても呼び捨てとなってしまうために「スギちゃん」とは呼ばず、番組収録やインタビューでは必ず「杉山さん」と言ってから「スギちゃん」という芸名を呼んでいる。（例:「スギちゃんこと杉山さん…」「杉山さん…スギちゃんに関しては、そういう心配は無いです。」等）[33]。
- 『痩せスギちゃん』というものまねタレントがいる（ものまねタレント・しばっちのレパートリーの1つで、『学校へ行こう!』（TBSテレビ）のコーナー・B-RAPハイスクールに幾度か出演していた「チゲ&カルビ」のカルビと同一人物[34][35]）。
- おぎやはぎのラジオ番組において小木博明（おぎやはぎ）の義弟である森山直太朗がゲスト出演した際、「スギちゃん歌」なるオリジナルバラードソングをプレゼントされた。その真面目な内容も相まってスギちゃんは号泣してしまう。その光景におぎやはぎまで貰い泣きし、その様子はポッドキャストで確認できる（本来音楽NGのポッドキャストで放送されるのは異例）[36][37]。

### 番組収録中の骨折について
- 2012年9月1日、『クイズプレゼンバラエティー Qさま!!』（テレビ朝日）特番の収録において、千葉県国際総合水泳場にある高さ10メートルの飛び込み台からプールへの飛び込みに挑戦した際、着水の衝撃で第12胸椎を破裂骨折する全治3ヵ月の重傷を負い、同月9日放送予定だった番組は放送延期[38]を余儀なくされ本人も同日夜にナゴヤドームで開催された「東京ガールズコレクションin名古屋」出演を始め、当面の仕事をキャンセルせざるを得ない状況になった[39]。これに伴い、ブログがワイルド日記からワイルド入院日記と名前が変わり、病床でブログを更新する様になる。ファンが心配してブログに励ましのコメントが増えるにつれ、スギちゃんも一日3回程ブログを更新するやりとりとなった。ブログの内容が下ネタばかりでそれが話題となりアクセス数が急増。連日アメブロでアクセストップを占めるようになった[40]。
- 2012年9月26日、担当医の許可が出たため、事故から25日後にスピード復帰を果たし、全身にコルセットを巻いた状態で登場し復帰会見を行った。翌日には、ブログタイトルを『これから復帰だぜぇ〜 ご心配頂いてありがとうだぜぇ〜』に変更[41]。（その翌日には、トップ画面は元の『ワイルド日記』に戻ったがタイトルはそのまま。翌年2月中旬『ワイルド日記』に戻す。）
- 2012年10月13日、怪我当日に出るはずだった「東京ガールズコレクション」への出演を果たした[42]。
- 事故から約1年後の2013年10月に患部を固定していたボルトを抜く手術を受け、抜いたボルトの画像をブログに掲載した[43]。

### その他のエピソード
- 水野裕子とは、同じ小中学校で実家同士が歩いて5分位の距離にある。『4U』（中京テレビ）2013年11月8日放送では、この2人で“1日名誉司会”を務めた[44]。
- 野球部所属時の1991年6月24日、『ミックスパイください』（CBCテレビ）に出演している。平野裕加里（当時同局アナウンサー）の中継コーナー「イントロクイズ」で、カーペンターズの曲「トップ・オブ・ザ・ワールド」を答えさせる問題で、「ドテチン」「ギャオー」と回答している[45]。
- かつて『ごきげんよう』（フジテレビ）で前説を務め[46]、その後ゲスト出演を果たした初の芸人となった。
- 2013年7月11日、サマージャンボ宝くじ宣伝イベントに出演したのが、ドイツのタブロイド誌ビルトで日本の芸人が5億円当選したと大きく誤報された[47]。
- 元々野球部員だったこともあり、2014年には『ドラHOTプラス』（東海テレビ）の企画で読谷球場でキャンプ中の中日ドラゴンズを司会の峰竜太と一緒に訪れた。この時に当時選手で、偶然居合わせた濱田達郎に遭遇。前年度、二軍で制球難に苦しみ防御率6点台に終わった濱田に「どれだけ早く開き直れるか。当たったらしょうがない」と助言する一幕もあった[48]。
- 水バラ『ローカル路線バスVSローカル鉄道乗り継ぎ対決旅』（テレビ東京）の第1弾に出演した際に、青森県の八食センターから八戸駅に行く道で迷子になり、八戸駅発の列車に乗り遅れをしてしまった。また、「路線バスで鬼ごっこ」シリーズ第1弾では、チェックポイントから近い「連雀町」のバス停を間違えて（高崎市内には「連雀町」というバス停が市街地と箕郷町にそれぞれあるため）市街地で降りてしまい、時間ロスを生んでしまった。
- 育児に関しては先回りをするよりも、妻の動きを見て、手が回っていない部分を自身がフォローするスタイルが合っていると分析している。上手くいかなかったことや、妻のことを勝手に解釈していたり甘えていた部分を反省。妻と意見が対立することもあるが話し合い、子供に向き合い壁を乗り越えたことで子育てについて「何でもできる」と自信がついたという[24]。

## 芸風

### 杉山えいじ時代
- 代表的な芸に「おっぱい先生」というキャラクターがあり、大きく膨らませたものを胸に入れて登場し、おっぱい漫談をするというものである。胸の先から泡を出すこともある。つかみに「3.1415 おっぱい」というものがある。このキャラでテレビ東京の番組『イツザイ』の「インディーズ芸人オーディション』コーナーに出演した時、司会者の沢村一樹と濱口優は「ガラクタ」の札を上げたが、マリエだけ本人曰く「どハマりしてくれた」ということで、1週だけの出演のつもりが、何週も連続で出させてもらえることになったという[14]。
- この他、くまのプーさんと同じ衣装を着て、頭に耳を付けて成り切った「プーちゃん」や、プロレスの覆面を被った姿の「YESマン」という持ちキャラクターがある。
- 田原俊彦の「抱きしめてTONIGHT」のイントロをBGMにして何度も踊りながら登場し、漫談を披露する「アイドル・スギちゃん」というネタがある[14]。
- 「えいじぃず」では、タケシくんという名前のマネキン人形とかけ合いをする（だるまさんがころんだなど）という芸を披露した。
- 公式ブログのトップページは左端の「ワイルド・スギちゃん」から右へ向かって順番に「YESマン」「おっぱい先生」「アイドル・スギちゃん」の姿で飾られている。この事からブレイクへ至るまで試行錯誤を繰り返してきたキャラクターへの愛着、そして現在のブレイクした状況もこれまでの長い芸歴の一部分だと冷静に捉えている姿勢がうかがえる。2012年9月7日、第12胸椎を破裂骨折する重症（前述）を負ったのをきっかけに公式ブログの名称が『スギちゃんのワイルド入院日記』に変更された。
- 2012年7月25日放送の『はなまるマーケット』（TBSテレビ）の「はなまるカフェ」への出演時に番組の方でブレイク前とブレイク後の諸事の変化を数字で表した際にブレイク前の2011年のテレビ出演回数は2回となっていたが、この2回は2011年7月15日放送の『笑っていいとも!』の一般参加コーナー「ドヤテクZ」に出演し前転をして背中に付けた印と同じ場所に絆創膏を貼るといった特技を披露した時と、同8月26日放送の『中居正広の金曜日のスマたちへ』（TBSテレビ）の「奇跡のタニタ食堂 食べまくりダイエット金スマ×TANITA生活」の再現映像に時間としては10秒程度ではあるが放送作家の鈴木おさむ役で再現役者として出演した時を数えた回数である[49]。

### スギちゃんに改名後
- ジーンズ生地のノースリーブと短パン、裸足という格好で「○○だぜぇ〜? ワイルドだろ〜?」と言いながら、ワイルドというより勢いでやってしまって取り返しのつかないようなことを言い続けるネタを披露している。『R-1ぐらんぷり2012』では、このネタで初の決勝進出・準優勝を果たした。
  - それまで前述の「アイドルスギちゃん」のキャラを演じていたが、そのネタも段々飽きられ始めたということで「このままじゃヤバイ」と考えて、このキャラを思い付いたという。最初は「ワイルドなアイドル」として「ワイドルスギちゃん」と称していた[14]。
  - ジーンズ生地は「自分で袖を引きちぎってやったぜ」と言い張る。手にはキャップのないコーラのペットボトルやマヨネーズを持っていて、「買ってすぐキャップ（蓋）を捨ててやったぜ」と言い、そのまま足下に放置する。ガチガチに固め数本だけ前に垂らした七三分けがトレードマークとなっている。ちなみにブレイク時はテレビ出演の度にキャップがないコーラを持って出演していたため、それを観た子供たちから「キャップがなくて可哀そうだから」とファンレターと共に大量のペットボトルキャップが届いたとのこと。
  - 「ワイルドだろ〜?」の決め台詞は、元々は初めてライブで「ワイルドネタ」を披露した際に「ワイルドだろ〜」と言い切ろうとしたがそのネタが本当にワイルドなのかどうか、受けるか否かが自分では判らなかったため観客へうかがいを立てて確認する目的で使用されたもの。そこで客の反応が良かったためそのまま利用することにした[50]。
  - ネタの中盤からはワイルドと語感が似ている単語を使用し「マイルドだろ～？」などと落とすこともある。
- 以降知名度が急上昇し、様々な方面で活躍する芸人としてブレイク。テレビ番組や各種イベントに引っ張りだこ状態となり、未就学児童及び小学校低学年、そしてその保護者（基本的には母親）らからも支持を得て、各地のイベント会場が親子連れで一杯となる程の状況となり、一躍「チビっ子のアイドル」というポジションを獲得した[51]。またそれに伴う流れで、とあるイベント会場で「スギちゃんが出演している番組は安心して子供に見せられる」と児童の母親に言われた事から現在、子供への悪影響に配慮して「大人のワイルドネタ」を封印している[52]。
- ネタの時以外でも、前述のジーンズ衣装を身につけ（時にはコーラも持参）、会話するときも、語尾に無理にでも「だぜぇ〜?」をつけてキャラを徹底させている。ただし会話の節々に敬語が出たり、「すいません」と謝ったりすることもある。大物芸能人や先輩にあたるタレントらにワイルドなキャラクターという立ち位置の為に失礼な言動をしてしまった際に「後で謝りますので」と付け足す事で、目上の方への失礼な言動に対する許しを請いながらも笑いを確実に取れる有効な手段としてその都度使用されている[53]。2012年7月17日放送の『ロンドンハーツ』（テレビ朝日）で自分自身が現在のキャラに飽きられている事を話すと、MCの田村淳（ロンドンブーツ1号2号）の提案により『ロンハー」 』へ出演する際は語尾の「だぜぇ〜」を使わない事になった[54]。
- 『R-1ぐらんぷり』で準優勝しブレイクしてからの半年間でのテレビ出演回数は127回と数えられていた[55]。
- 場合によってはノースリーブと膝下がカットされたタキシードを着て登場する事もある[56][57]。また、地元の愛知県にある結婚式場に18歳から20歳までの約2年間務めていた際に結婚式の衣装のモデルを担当していたため、着こなしが様になっている。
- 2013年5月7日、ソフトバンクモバイル2013夏モデルの発表会にゲストとして登場。白戸家のCMに出してもらうことを条件に、芸名を「繋我利スギ（つながりすぎ）」に変更することを提案し孫正義社長に快諾される[58]。

## 出演

### テレビ番組
※ピン芸人転向以後
レギュラー
- イツザイ（2008年8月-2009年9月、テレビ東京）- ほぼ隔週出演[59]
- ケイバdeブレイク（2009年1月10日 - 4月25日、BSフジ）- 毎週土曜レギュラー出演。
- HEIWA PRESENTS スギちゃんのワイルドステーション[60]（2012年6月5日 - 、HEIWAチャンネル）
- スギちゃんのWILD100、スギちゃんのWILD100 2ndインパクト（2012年7月1日 - 、BeeTV）
- スギちゃんのほどほどにしてね（2012年10月 - 2013年9月、中京テレビ）
- 千原ジュニアのヘベレケ（2013年7月14日 - 、東海テレビ）不定期放送 - ヘベレケナビのレポーター
- 前略、大徳さん（2013年11月3日 - 、中京テレビ）
- ワイルドスギちゃんが行く!グルメ見聞録（2014年、TOKYO MX他）
- さんすう犬ワン（2014年4月7日 - 、NHK Eテレ） - キュウベイ役[61]
- スギるんです（2014年3月3日 - 3月24日、テレビ東京）
- 暮らしの学校〜もっと知りたい!住まいと家電〜 （2013年4月 - 2014年3月、BSジャパン）
- 安田美沙子の技ありキッチン!（2014年10月1日 - 、TOKYO MX他）
- スギちゃんゼミ（2015年7月22日 - 、秋田放送）
- ワイルドスギちゃんが行く! グルメ見聞録 （2015年8月9日 - 、旅チャンネル）[62]
- キャッチ!（中京テレビ、コーナーレギュラー）
- ニッポンど真ん中（中部5局共同制作番組）
- いい湯だぜぇ〜カラダよろこぶ温泉旅〜（2016年1月 - 、東海テレビ他）
- スギちゃんのいい湯だぜぇ（2016年7月 - 、BS12トゥエルビ）
- ものしりトレイン〜リニア・鉄道館へ行こう!（2016年7月1日 - 、テレビ愛知）
- スギちゃんの旅はきまぐれ（2016年11月6日 - 、旅チャンネル）
- スギちゃんの旅はワイルド（旅チャンネル）
- スギちゃんの気まぐれ一人旅
- スギちゃんの食べすぎグルメ
- スギちゃんの旅は浪漫だぜぇ
- 迷宮グルメ 異郷の駅前食堂（2022年10月4日 - 2024年10月6日、BS朝日）
- スギちゃんのごはんのキモチ聞かせてください（マーブル11（山陰ケーブルビジョン）松江市ケーブルビジョン）（2024年4月 -）
- オトナようち園 ～ワンランクUPなライフデザインプログラム～（2025年2月3日 - 、テレビ埼玉） [63]

不定期出演
- とんねるずのみなさんのおかげでした（フジテレビ）
- 笑っていいとも!（フジテレビ）
- 幸せ!ボンビーガール（日本テレビ）
- 天才!志村どうぶつ園（日本テレビ）
- ぐるぐるナインティナイン（日本テレビ）
- ダウンタウンDX（読売テレビ）
- 秘密のケンミンSHOW（読売テレビ）
- 中井正広のブラックバラエティ（日本テレビ）
- 〜世界にひとつ〜ミラクルレシピ!（テレビ朝日）
- お試しかっ!（テレビ朝日）
- Qさま!!（テレビ朝日）
- ロンドンハーツ（テレビ朝日）
- くりぃむクイズ ミラクル9（テレビ朝日）
- はなまるマーケット（TBS）
- 教科書にのせたい!（TBS）
- そうだ旅（どっか）に行こう。（テレビ東京）
- ゆうどきネットワーク➝ゆうどき（NHK）[64]
- 双方向クイズ 天下統一（NHK）[65]
- 趣味バカ （サンテレビ）
- オンバト+（NHK）戦績0勝2敗 最高277KB
- 水バラ｢ローカル路線バス対決旅｣シリーズ （テレビ東京）
- オードリーさん、ぜひ会って欲しい人がいるんです!（中京テレビ）
  - 2012年10月から2013年9月のまでの間、『オドぜひ』の後続枠で『スギちゃんのほどほどにしてね』が放送されており、その時期より不定期で出演するようになる。かつては両番組の合同企画もあり、年末特番にも毎回出演している。

### テレビドラマ
- GTO（2012年7月 - 9月、関西テレビ）- 袋田はじめ 役
  - GTO 秋も鬼暴れスペシャル（2012年10月2日、関西テレビ）- 袋田はじめ 役
  - GTO お正月スペシャル（2013年1月2日、関西テレビ）- 袋田はじめ 役
- ほんとにあった怖い話 夏の特別編2012「真夜中の最終列車」（2012年8月18日、フジテレビ）- 主演・男（匿名希望） 役
- NHK正月時代劇 御鑓拝借 〜酔いどれ小籐次留書〜（2013年1月1日、NHK）- 鯉屋利兵衛 役
- ヨメ代行はじめました。（2013年1月 - 3月、関西テレビ）- オープニングナレーション
- 放送博物館危機一髪（2013年3月29日、NHK）- テクニカルディレクター 役
- お天気お姉さん 第6話（2013年5月17日、テレビ朝日）- 本人 役
- 新・刑事吉永誠一 第2話（2014年10月24日、テレビ東京）- 山本邦夫 役
- 新春ワイド時代劇 大江戸捜査網2015〜隠密同心、悪を斬る!（2015年1月2日、テレビ東京）- 平太 役
- ホテルコンシェルジュ 第1話（2015年7月7日、TBS）- 三上圭一 役
- 月曜ゴールデン 税務調査官・窓際太郎の事件簿29（2015年7月20日、TBS）- 塩見大輔 役
- 土曜ワイド劇場 司法教官・穂高美子5（2016年10月29日、テレビ朝日）- 居酒屋での録り鉄 役
- ソースさんの恋（2017年6月 - 7月、NHK BSプレミアム）- 店長 役
- 執事 西園寺の名推理（2018年6月8日、テレビ東京）‐ 安住正彦 役
- パパとムスメの7日間 第4話 - （2022年8月17日 - 、TBS） - 両角先生 役[66]
- 信長のスマホ（日本放送協会、2023年）- 杉谷善住坊役

### 映画
- 有限会社 劇団デボ - 2007年夏にBABACHOPシアター（2011年6月閉館）他で上映された[67]。
- 劇場版 カードファイト!! ヴァンガード 3つのゲーム（2014年）- 水道局員 役
- 鉄の子（2016年2月13日）- 飯塚高史 役[68]
- ぬくもりの内側（2023年11月17日 厚生労働省推薦 イオンエンターテイメント）　-   建男役

### 劇場アニメ
- みつばちマーヤの大冒険（2016年9月3日）- アーニー 役

### 舞台
- ミュージカル『キス・ミー・ケイト』（2017年8月 - 9月、東京芸術劇場プレイハウス、兵庫県立芸術文化センター阪急中ホール ほか）- ギャング 役 ※ 「杉山英司」名義
- ミュージカル『キス・ミー・ケイト』（2018年6月 - 8月、東京芸術劇場プレイハウス、兵庫県立芸術文化センター阪急中ホール ほか）- ギャング 役 ※ 「杉山英司」名義
- パルコ・プロデュース2024 PARCO 劇場スペシャル版『カタシロ〜Relive vol.1〜』（2024年12月20日 - 28日、PARCO劇場） - 患者 役[69]

### ラジオ
- 「サンミュージックFM～スギちゃんのラジオ」（soraxniwaFM）
- 「バーガーキングpresents BACK←TO THE ワイルド」 （2016年4月6日 - 、FM80.7）

### CM
- 堂本剛3rdアルバム『shamanippon -ラカチノトヒ-』発売CM（2012年4月3日 - ）- 発売前と発売後の2パターンあり
- ガスト「BIGガストフェア」（2012年5月16日 - 6月6日）[70][71][72]。
- 平井堅35thシングル『告白』発売CM 「激渋」篇・「ワイルド」篇（2012年5月 - ）- ナレーション
- ソフトバンク
  - 「白戸家」シリーズ・「ワイルドなお父さん」篇（2012年6月16日 - ）[73]
  - 「スギちゃん語に変換するぜぇ! ワイルドにのりかえろ!」（2012年8月15日 -）[74][75]
- SUBARU「エコカー補助金 吉瀬美智子 スギちゃん 安心保証篇」（2012年6月29日 - ）[76][77]
- キリンビール「KIRIN ICE＋BEER」（2012年7月12日 - ）[78][79][80]
- 任天堂
  - 『新 絵心教室』 （2012年8月29日 - ）ニンテンドー3DS用として2012年9月13日に発売されるゲームソフトのCMキャラクターに起用された。なお、このゲームソフトの公式ホームページのトップページにも本人の肖像画が使用されている[81][82]。
  - ニンテンドー3DS専用音楽ソフト『大合奏! バンドブラザーズP』「ボカロ」篇・「バンド」篇（2013年11月 - ）
- すたみな太郎「スギちゃん認定 ワイルドメニュー」（2012年9月14日 - ）[83]
- みずほ銀行「ロト6」（2012年10月 - ）香取慎吾と共演
- エースコック『ワンタンメン』（2013年3月 - ）
- グリー「探検ドリランド」（2013年 - ）
- リクルート『ゼクシィ』創刊20周年記念「プロポーズされたら、ゼクシィ」篇（2013年5月22日 - ）
- サントリー食品インターナショナル
  - 『BOSSレインボーマウンテンブレンド』（2013年10月 - ）
- アイフル（2014年） バナナマン・たんぽぽなどと出演
- バーガーキング （2015年）
- MIXI「モンスターストライク」（2019年）
- 東京メトロ「東西線オフピークプロジェクト」（2020年）
- 司法書士法人リーセット（2021年）- 公式サポーター
- GMOコイン（2021年）
- サントリーホールディングス「素晴らしい過去になろう」（2021年）[84]
- 国光建築工業「ソーラーカーポート」（2022年 - ）
- 吉野家（2023年）藤田ニコルと共演。
- P&G「ファブリーズ」（2023年）松岡修造と共演
- エネチタ（2023年）[85]

### WEB
- じゃらんnet スギちゃんに聞く、関東・東北のおすすめ温泉6選
- NPO法人 とやまの木で家をつくる会「Sugio～森林で恋をして～」（声優出演）
- ウルトラゲームスpresents エンドレス・マリオメーカー（2018年1月22日、AbemaTV・ウルトラゲームスチャンネル）[86]
- 石橋貴明プレミアム（2021年3月20日[87]、ABEMA）

### 雑誌・関連書籍
- 東京ウォーカー連載 「スギちゃんの愛される理由」
- フライデーFRIDAY、芸能スクープ誌（2012年7月6日号）- 【発掘!】スギちゃんの「ワイルドな過去だぜぇ〜」[88][89]
- フラッシュFLASH（2012年8月21日・28日合併号）- 直撃取材記者の首を絞め「ワイルドだろ」 スギちゃん編集部を襲撃！[90]

### DVD
- スギちゃん 「ワイルドだろ〜」（2012年7月25日発売）- 発売元:コンテンツリーグ 販売元:アニプレックス 時間:76 分
- スギちゃんのWILD100（2012年10月26日）- 販売元:エイベックス・マーケティング[91]

### CD
- ハイテンションMIX 〜WILD J-POP COVERS Mixed by DJ eLEQUTE（2012年8月7日発売）- STRQ-0005 発売元:株式会社ステレオ[92] 歌唱ではなく曲のナビゲートとして参加[93]。

### アプリ
- スギちゃんのワイルドアラーム（2012年8月22日配信、CELL）
- スギちゃんのモーニングコール（2012年8月22日配信、ウェブフロー）
- スギちゃんのコインでギャグ万長者（2014年12月18日配信、メディア・マジック）

### メルマガ
- 現在、Magalry（マガリー）にてスギちゃんの週刊ワイルドマガジン 全国ワイルドツアー日記を連載中。Magalry（マガリー）スギちゃんの週刊ワイルドマガジン 全国ワイルドツアー日記

### パロディー・ものまね・相似・模写・引用 等
- SMAP×SMAP（2012年4月23日・5月21日、フジテレビ）- 草彅剛が本人似の「アイドル ツギちゃん」というキャラクターを演じた[94][95]。
- 森田一義アワー 笑っていいとも!（2012年6月3日、フジテレビ）- マキタスポーツがカノンコードを用いて曲を付けたワイルドネタを歌唱した[96]。

### 公式グッズ ※(c)SUN Music のマークが確認出来る物のみ
グッズ販売には積極的の様で自分のブログにも写真を乗せて宣伝している。これは『さんまのSUPERからくりTV』（TBSテレビ）でサンミュージックの先輩であるダンディ坂野、髭男爵、ヒロシらが揃った席で「稼げる内に稼いでおいた方がいい」とのヒロシからのアドバイスを参考にしたもの。またそれら全てに本人のコスチューム姿の写真が使用されている。
- スギちゃん【サイン入り】ワイルドシャツ&パンツセット Pony（ポニー）- デニムベストとハーフデニムがシャツ&パンツの男性用肌着セットとなった物。サインは本人直筆の物をプリントしたものである。
- スギちゃん ジャンボ ポリうちわ エンスカイ
- スギちゃん ワイルドボイスストラップ「ブルー」「ピンク」HNA(株)エイチ・エヌ・アンド・アソシエイツ - 音声チップに記録されている3つのセリフを聞く事が出来る。
- スギちゃん ワイルドなステッカーだぜぇー! 8パック入りBOX エンスカイ - 弱粘タイプの為繰り返し貼ったり剥がしたりが出来る。全20種。
- iPhoneカスタムカバー「ファイヤー」「カツオ」 ラナ - 本体背面に本人の画像をプリントしたiPhoneケース。iPhone 4、iPhone 4Sで使用可能。炎の中で微笑みお馴染みのポーズを決めた「ファイヤー」と誇らしげにカツオを掲げる「カツオ」の2種類がある。直販サイト「ラナタウン」や全国の雑貨専門店、家電量販店などで取り扱われている。
- スギちゃん ワイルドシャツ 有限会社ビーサイレンス
- スギちゃん 危機一発だぜぇ〜 タカラトミー - 『黒ひげ危機一発』の本人仕様。本人の声が流れる。

### パチンコ
- P ANOTHER WILD RODEO～スギちゃんっス～[97]（2022年8月）

## 受賞歴
- 2012年 ベストスマイル・オブ・ザ・イヤー（日本歯科医師会）[98]
- 2013年 ボウリング・マスメディア大賞 グランプリ（日本ボウリング場協会）[2]
- 2024年 第1657代アイアンマンヘビーメタル級王者（DDTプロレスリング）[99]